# Peperomia quispicanchiana
Peperomia quispicanchiana är en pepparväxtart som beskrevs av William Trelease. Peperomia quispicanchiana ingår i släktet peperomior, och familjen pepparväxter. Inga underarter finns listade i Catalogue of Life.